# Pigeon de Bohême
Le pigeon de Bohême (en allemand : Böhmentaube) est une race de pigeon domestique originaire comme son nom l'indique de Bohême. Elle s'est répandue dans le reste de l'ancien Saint-Empire romain germanique au début du XIXe siècle et a été plus rigoureusement sélectionnée dans l'Allemagne actuelle, notamment en Bavière dans le Chiemgau. Elle a été reconnue en 1962 et son club d'éleveurs fondé en 1966. Elle est classée dans la catégorie des pigeons de couleur.

## Description
C'est un pigeon de taille moyenne, robuste et bon voilier, à la gorge bien arrondie. Il a les pattes lisses, la tête moyenne et le bec fort. Son dos large est légèrement incliné. Il existe en plusieurs couleurs : noir, jaune, rouge, brun, bleu, bleu barré noir ou blanc, bleu maillé blanc, bleu écaillé, jaune cendré barré, jaune cendré écaillé, argenté écaillé, rouge cendré (dit meunier), rouge cendré écaillé, brun écaillé, brun barré. 